# Cápsula viral
A cápsula viral é a camada mais externa de diversos tipos de vírus. Ela protege o material genético durante o seu ciclo vital, enquanto está transitando entre células hospedeiras. Nem todos os vírus têm cápsula.
A cápsula geralmente deriva de partes da membrana (fosfolipídios e proteínas) da célula hospedeira, inclui, também, algumas glicoproteínas virais, que ajudam o vírus a evitar o sistema imunológico do hospedeiro. As glicoproteínas na superfície da cápsula servem para identificar e se vincular aos receptores de membrana na célula parasitada. Então, a cápsula viral se funde à membrana, permitindo que o genoma viral entre e infecte a célula hospedeira. No caso do vírus influenza é possível distinguir estes dois passos.
Alguns vírus encapsulados possuem um capsídeo, outra camada de proteína entre a cápsula e o genoma.
A célula, de onde o vírus se reproduz, geralmente morre ou se enfraquece e continua a expelir partículas virais por um tempo. A bicamada fosfolipídica da cápsula viral é relativamente sensível à dessecação, calor e detergentes, portanto, estes vírus são mais fáceis de esterilizar do que os não encapsulados, possuem curto tempo de sobrevivência fora do hospedeiro e geralmente são transferidos por contato direto. Eles possuem grande adaptabilidade e variabilidade, podendo se modificar em curtos períodos de tempo para evadir o sistema imunológico. Vírus encapsulados podem causar infecções persistentes.